# Langquaid
Langquaid er en købstad (markt) i Landkreis Kelheim i Regierungsbezirk Niederbayern i den tyske delstat Bayern. Den er en del af Verwaltungsgemeinschaft Langquaid.

## Geografi
Langquaid ligger mellem Landshut og Regensburg ved floden Große Laber.

## Erhverv mm.
Landbruget i området nyder godt af optimale jordbunds- og klimaforhold for en stor aspargesproduktion.
Udenfor byen ligget et stort ammunitionsdepot for det tyske forsvar, Bundeswehr (MunHptDep Schierling). Det blev bygget fra 1937 til 1939 som depot for Luftwaffe, men bliver nedlagt i 2009.